# 鹫峰地震台
鹫峰地震台，位于北京市海淀区苏家坨镇北安河村西，地处鹫峰国家森林公园秀峰寺南侧，是中国地震学家自行修建的第一座地震观测台，隶属地质调查所。2011年，被列入第八批北京市文物保护单位。

## 历史
1920年12月16日晚，甘肃省海源（今属宁夏回族自治区）发生8.5级特大地震，23.4万多人死于地震。地震发生后，翁文灏与王烈、谢家荣等人随即前往震区实地考察。之后翁文灏系统进行地震地质学研究，第一次试图划分中国的各地震区。1923年，日本关东大地震发生，造成人员及财产重大损失，翁文灏也找到关东大地震资料进行研究。 通过研究国内外地震，翁文灏深感地震研究的重要性，认为必须建立地震观测台，用现代科学仪器来监视、观测、研究地震，才能对地震进行深入研究。1928年，已是中国地质学会会长的翁文灏着手筹建中国地震观测台。当时，翁文灏领导的地质调查所人员紧张，经费严重短缺。
1927年，律师林行规购买了鹫峰山下秀峰寺周围地产，并对年久失修的秀峰寺进行了整修。1928年，林行规得知同乡、时任农商部地质调查所所长的翁文灏欲创建中国地震观测台，便捐赠秀峰寺南坡地作为建设地点。得到林行规的捐地之后，翁文灏便开始筹建“地质调查所鹫峰地震研究室”。翁文灏从地质调查所挤出部分资金，又向中华教育文化基金会申请到部分资助，从国外购回一批最先进的地震监测仪器。他还通过清华大学教授叶企孙介绍，请李善邦担任负责人，负责具体的建台工作。
1930年春，鹫峰地震台建成，“鹫峰地震研究室”的牌子在此挂出。1930年，李善邦在吴有训的指导下，安装了从德国进口的维歇尔特小型机械记录地震仪一套，1930年9月20日13时2分2秒，鹫峰地震台第一次接收到地震记录，这是发生在土耳其的一次地震。此为近代中国人首次用仪器记录到地震。
1931年2月，叶企孙从清华大学物理系实验室调贾连亨来鹫峰地震台担任李善邦的助手。1932年，鹫峰地震台从爱沙尼亚订购了苏联生产的伽利清—卫立浦电磁式照相记录地震仪一套。1933年李善邦到德国和美国做访问学者，学习地震观测的先进经验。回国后按国际通用的格式编印地震观测报告——《鹫峰地震月报》和《鹫峰地震专报》，用作与世界各国地震台交换的观测资料。《鹫峰地震月报》编印出版60多期，《鹫峰地震专报》编印出版10多期。1934年，正在准备毕业论文的翁文波（清华大学物理系第六级毕业生，翁文灏的堂弟）到鹫峰地震台实习，完成了论文《天然地震预告》。1937年，鹫峰地震台急需助手，叶企孙教授选择了清华大学物理系第九级毕业生秦馨菱来协助工作。1937年抗日战争爆发，鹫峰地震台的观测被迫中断，李善邦和秦馨菱南撤，贾连亨留守。鹫峰地震台的伽利清-卫利普式电磁地震仪拆卸后运到燕京大学物理系的地下室存放，图书运到协和医院存放，维歇尔式机械地震仪因不便拆运而留在鹫峰地震台。大量的地震资料也未及搬运而留在鹫峰，多数后来毁于抗日战争的战火中。后来，原鹫峰地震台的房屋被抗日游击队用作指挥部。
鹫峰地震台从1930年9月20日开始记录，到1937年8月为止，共记录2472次地震，未曾间断，每月都能观测记录到10次左右的地震。鹫峰地震台每月将记录到的震相到达时间编成《鹫峰地震月报》，和世界各个地震台交换。对重要地震，还参考并利用从其他地震台交换得来的资料，确定震中位置、震源深度等数据，进一步分析研究，编成《鹫峰地震专报》出版。鹫峰地震台的仪器设备、管理水平、地震记录质量等等，均已达到世界一流水平。而且鹫峰地震台处在亚洲地震台站分布较少的地区，故其观测结果及研究报告受到世界各地同行的重视。英国学者李约瑟也曾在叶企孙陪同下参观鹫峰地震台。

## 建筑
鹫峰地震台位于北京西山鹫峰国家森林公园秀峰寺南侧。鹫峰地震台建在花岗岩台基上，仪器室是用石块砌成，占地面积约200平方米，建筑大部分为一层，仅在东北角局部建为二层，内装气象仪器，楼顶上安装有风速计以及无线电天线。为保持室内恒温，墙及门窗皆做成夹层，墙体厚达1米。仪器室东南约30米处，建有办公室，内设分析地震记录的工作室、图书馆以及冲洗照片记录的暗房。为便于工作人员生活，翁文灏为鹫峰地震台安装了电话和抽水马桶。翁文灏还在观测室楼上架设了一台能看到土星光环及木星卫星的3英寸口径的折射式天文望远镜，以供工作人员业余研究使用。
1990年代，鹫峰地震台获得重修。2002年，在楼外的院子内建设了鹫峰地震台创建者与负责人李善邦的铜像，黑色基座正面刻有金字“李善邦”“1902－1980”。